# Soul Deep (album Sizzli)
Soul Deep – trzydziesty drugi album studyjny Sizzli, jamajskiego wykonawcy muzyki reggae i dancehall.
Płyta została wydana 12 lipca 2005 roku przez londyńską wytwórnię Greensleeves Records. Produkcją nagrań zajął się Donovan "Vendetta" Bennett.
30 lipca 2005 roku album osiągnął 10. miejsce w cotygodniowym zestawieniu najlepszych albumów reggae magazynu Billboard (ogółem był notowany na liście przez 7 tygodni).

## Lista utworów
1. "Good Morning"
2. "Where Are You Running To"
3. "Girl Come To See Me"
4. "All I Want" feat. Morgan Heritage
5. "Nothing Bothers Me"
6. "Mount Zion"
7. "Good To Know"
8. "Love You More"
9. "Show Me"
10. "Be Strong"
11. "Why"
12. "Love Me"
13. "Push & Shove"

## Twórcy

### Muzycy
- Sizzla – wokal
- Morgan Heritage – wokal (gościnnie)
- Shiah Coore – gitara, gitara basowa
- Paul "Teetimus" Edmund – perkusja
- Nigel Staff – instrumenty klawiszowe
- Pam Hall – chórki

### Personel
- Donovan "Vendetta" Bennett – inżynier dźwięku, miks
- Tony McDermott – projekt okładki
- Marlon "Ajamu" Myrie – zdjęcia